# Custódio Belo

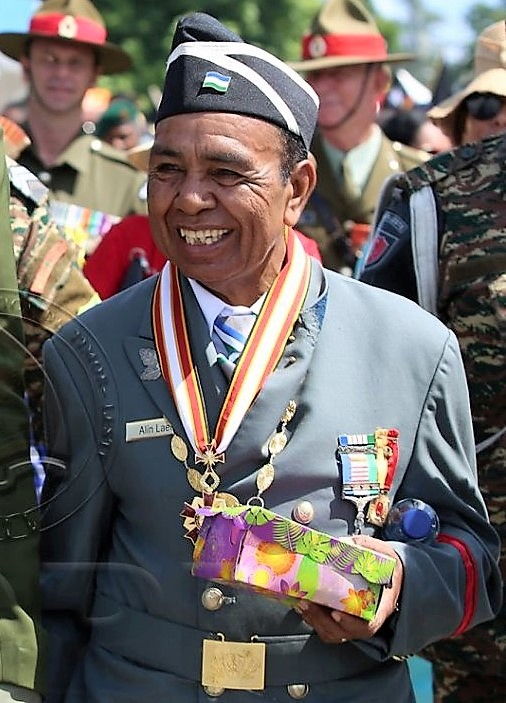
Custódio Belo (2020)

Custódio Belo (* 8. August 1951), Kampfnamen Alin Laek (deutsch hat keine kleine Schwester) und Jaids Blayck, ist ein osttimoresischer Freiheitskämpfer und Politiker. Er stammt aus Quelicai und ist Mitglied der Partidu Libertasaun Popular PLP.
Belo beteiligte sich am Freiheitskampf der Osttimoresen gegen die indonesische Besatzung. Er war politischer Regionalassistent und Verantwortlicher des Sekretariats des Generalstabes der FALINTIL (Estado Maior das Falintil EMF).
Als Interims-Präsident der Kommission für Ehrungen (tetum Komisaun Omenajen, portugiesisch Comissão de Homenagens) ist Belo unter anderem zuständig für die Prüfung für Ansprüche auf staatliche Hilfen als ehemalige Kämpfer im Freiheitskampf. 2012 wurde er in Tasitolu niedergestochen, als er zwei miteinander kämpfende Gruppen trennen wollte.
2017 kandidierte Belo für die PLP bei den Parlamentswahlen in Osttimor 2017 chancenlos auf Platz 41 der Wahlliste.
Belo ist Träger des Ordem da Guerrilha (2006) und des Collar des Ordem de Timor-Leste (2018).